# Goldleiste
Die Goldleiste, der Violette Laufkäfer oder Violettrandige Laufkäfer (Carabus violaceus) ist ein Käfer aus der Familie der Laufkäfer (Carabidae).

## Merkmale

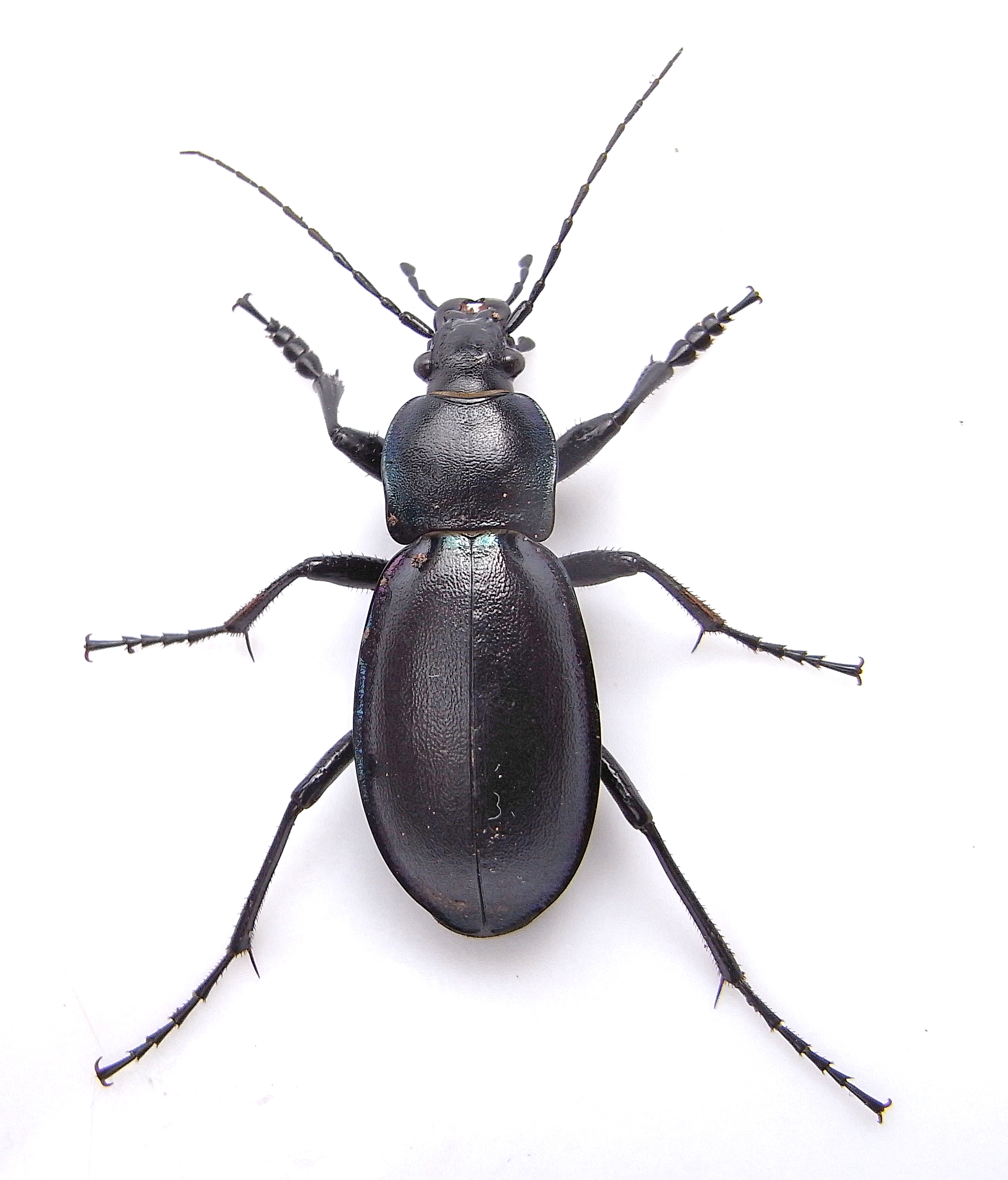
Goldleiste von oben

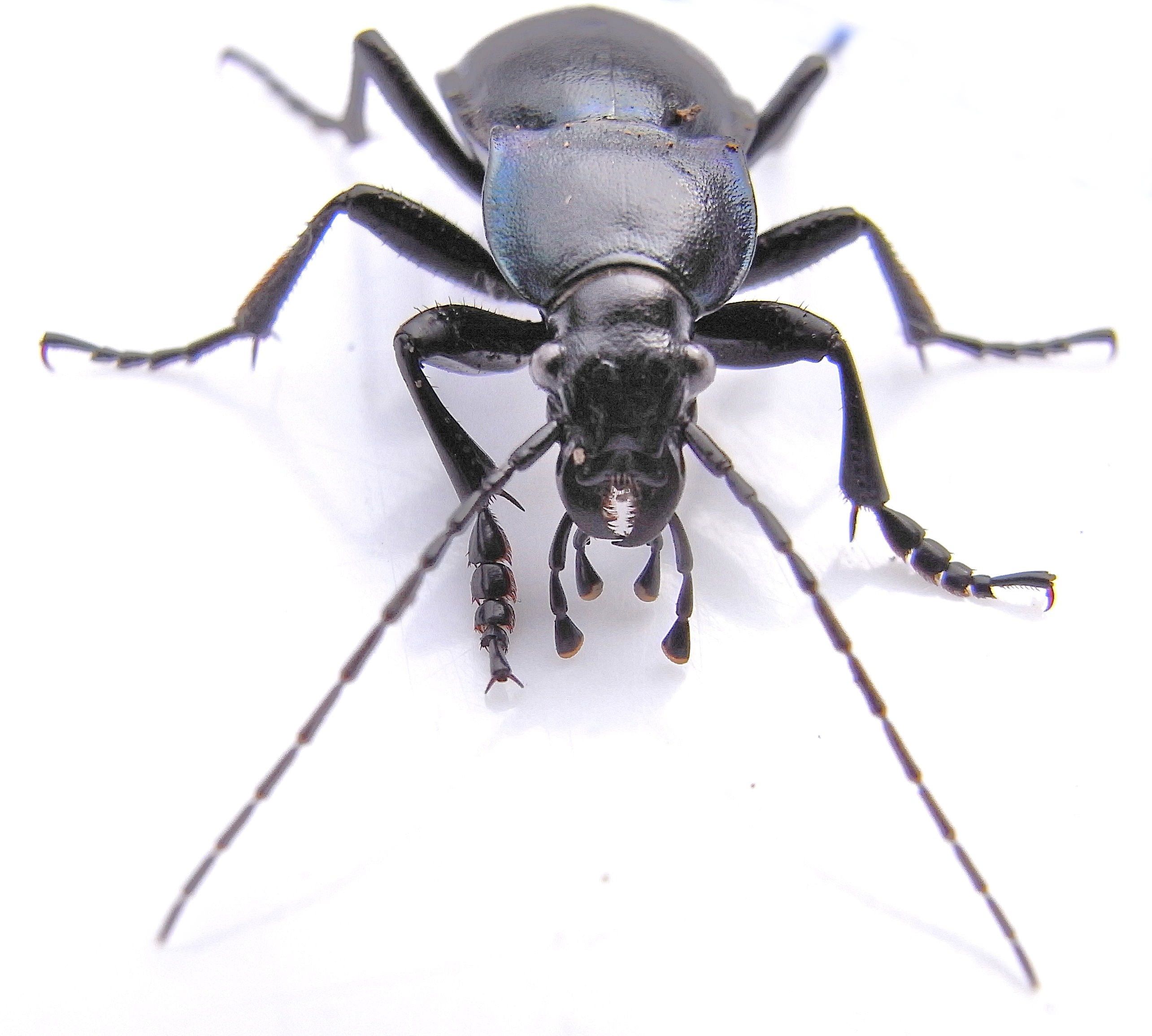
Goldleiste von vorn

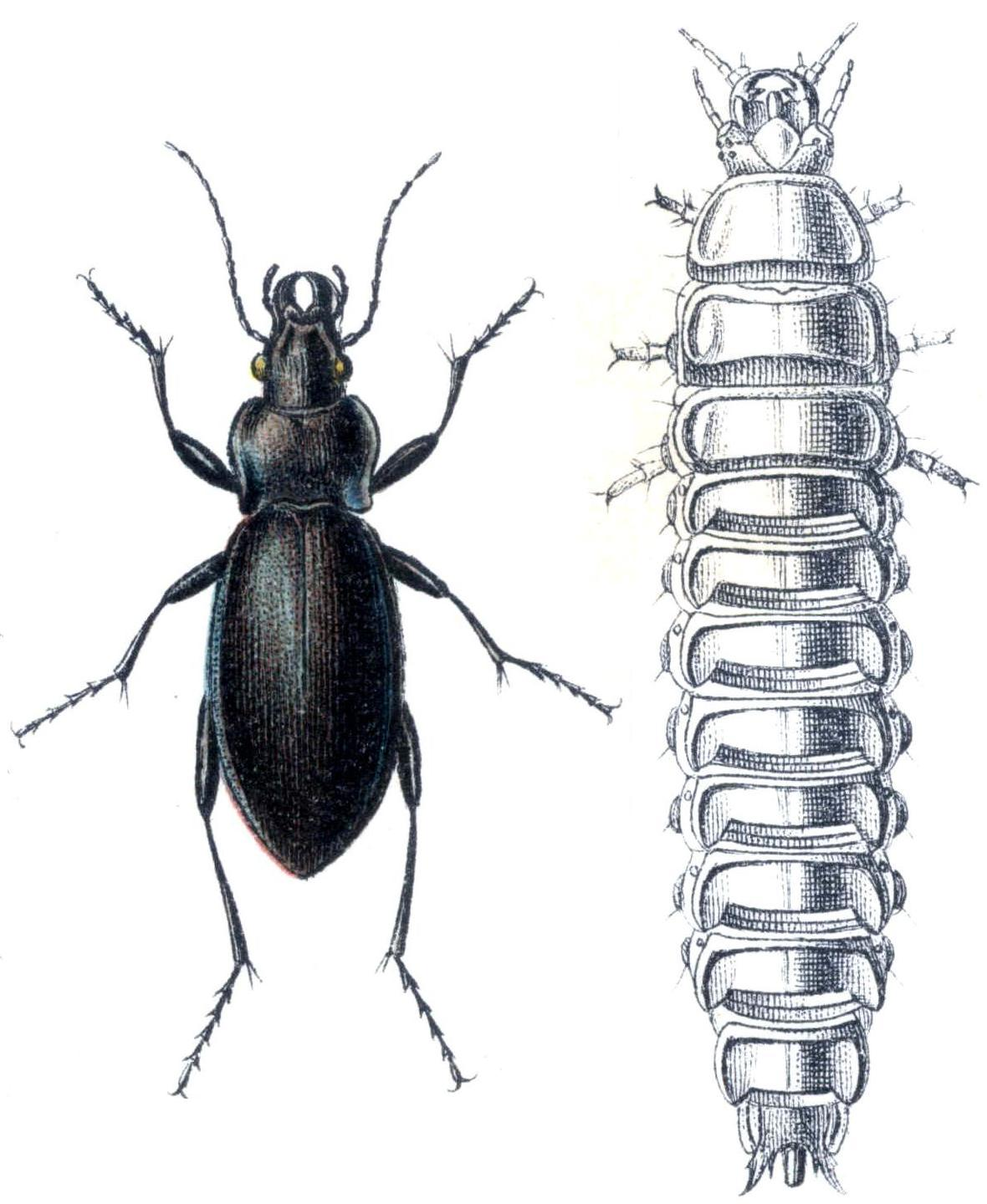
Zeichnung einer Imago und einer Larve der Goldleiste

Der Käfer erreicht eine Körperlänge von 22 bis 35 Millimetern und hat eine sehr variable Färbung und Oberflächenstruktur. Er ist schwarz gefärbt, an den Rändern des Halsschildes und der Deckflügel (Elytren) ist meist ein rotvioletter, blauer oder blaugrüner Saum erkennbar. Der fein gerunzelte Halsschild ist dabei meist größerflächig in einer dieser Farben gefärbt. Die Deckflügel sind langgestreckt, oval und fein gekörnt. Manche Exemplare weisen feine Rippen auf ihnen auf, die durch Punktreihen getrennt sein können. Die Fühler und Beine sind schwarz. Das vorletzte Glied der Labialpalpen hat mehr als zwei Borsten, der ähnliche Glatte Laufkäfer (C. glabratus) hat nur zwei solche Borsten.

## Vorkommen
Der Käfer kommt fast überall in Europa sowie nördlich des Polarkreises vor. Auch in Asien bis Ostsibirien und Japan ist er verbreitet. Im Südwesten erstreckt sich seine Verbreitung bis zu den Pyrenäen. Die Art neigt stark zur Bildung von Unterarten. Die einzelnen geographisch voneinander getrennten Unterarten wurden in der Eiszeit isoliert und haben sich seither gesondert entwickelt. An ihren Verbreitungsgrenzen (z. B. am Rhein) kreuzen sie sich. Die beiden wichtigsten Gruppen in Mitteleuropa sind die östliche violaceus-Gruppe mit gedrungener Gestalt und ungestreiften Elytren sowie die purpurascens-Gruppe, die die westliche Unterart darstellt. Ihr Körper ist schmaler und langgestreckter, die Elytren leicht gestreift.
Die Goldleiste lebt in lichten Wäldern, auf Wiesen und an der Küste, gelegentlich kommen sie auch in naturnahen Hausgärten vor. Die Imago tritt von Juni bis August auf.

## Lebensweise
Die Goldleiste ist, wie auch ihre Larven, dämmerungsaktiv und jagt am Waldboden. Dabei erbeutet sie sowohl juvenile Amphibien wie z. B. juvenile Feuersalamander als auch Schnecken, Insekten und Spinnen. Sie frisst aber auch frisches Aas und Pilze. Gerne versteckt sich der Käfer unter Moos und Steinen. Nach drei Häutungen verpuppt sich die Larve in einer Erdhöhle. Gegen die Feuchtigkeit des Bodens hat die Puppe eine besondere Schutzanpassung entwickelt: Auf ihrem Rücken befinden sich längere steife Borsten, die verhindern, dass die Puppe mit dem Boden in direkte Berührung kommt. Die Überwinterung findet sowohl im Larvenstadium als auch als Imago statt.